# Christian Kettler
Christian Kettler (* 21. Juni 1964 in München) ist ein deutscher Szenenbildner.

## Leben
Christian Kettler wurde in München geboren. Er arbeitet als Szenenbildner und ist Autodidakt. Er war unter anderem bei Filmen wie Superstau, Oktoberfest, Das Beste aus meinem Leben, Auf ewig und einen Tag und Liebe Amelie tätig. Außerdem arbeitete er für einige Tatort- und Unter-Verdacht-Folgen.
Im Jahr 2006 erhielt er den Deutschen Fernsehpreis in der Rubrik Beste Ausstattung (Bühnenbild/Studiodesign). Er gewann den Preis zusammen mit Verena Sapper für den Film Unter Verdacht – Willkommen im Club.

## Filmografie (Auswahl)
- 1987: Kies
- 1991: Superstau
- 1992: Der Papagei
- 1994: Polizeiruf 110: Gespenster (TV-Reihe)
- 2002–2014: Unter Verdacht (TV-Serie, 16 Folgen)
- 2005: Oktoberfest
- 2007: Kein Bund fürs Leben
- 2007: Tatort: Roter Tod (TV-Reihe)
- 2009: Hinter blinden Fenstern (TV)
- 2010: Keiner geht verloren (TV)
- 2012: Tatort: Der tiefe Schlaf (TV-Reihe)
- 2012–2014: Der Alte (TV-Serie, 5 Folgen)
- 2013: Polizeiruf 110: Kinderparadies (TV-Reihe)